# Clutter
Clutter 是基於 GObject 建構的圖形函式庫，簡化程式設計者能夠便於撰寫利用硬體加速的使用者介面環境。Clutter 應用了硬體加速的 OpenGL函數庫處理使用者互動的顯示繪圖區域的相關實作的函式庫，但不包含圖形介面的控制項（例如：按鈕或選單等）。